# Lista siturilor arheologice din județul Bistrița-Năsăud - M
Lista siturilor arheologice din județul Bistrița-Năsăud - M conține toate siturile arheologice din județul Bistrița-Năsăud înscrise în Repertoriul Arheologic Național (RAN) și aflate în localități al căror nume începe cu litera M. RAN este administrat de Ministerul Culturii și Patrimoniului Național și cuprinde date științifice, cartografice, topografice, imagini și planuri, precum și orice alte informații privitoare la zonele cu potențial arheologic, studiate sau nu, încă existente sau dispărute.
Puteți căuta un sit din localitățile care încep cu litera M folosind formularul de mai jos sau puteți naviga prin toate siturile din județ la Lista siturilor arheologice din județul Bistrița-Năsăud.
| Cod RAN                                   | Denumire | Localitate                                        | Adresă                      | Datare                       | Descoperit | Coordonate                                    | Imagine           | Erori            |
| ----------------------------------------- | --- | ------------------------------------------------- | --------------------------- | ---------------------------- | ---------- | --------------------------------------------- | ----------------- | ---------------- |
| 33667.01.01 (Cod LMI: BN-I-s-B-01363)     | Așezarea romană de la Matei / ansamblu anonim (Categorie: locuire civilă) (Tip: Așezare)                                       | sat Matei, comuna Matei                           |                             | sec. II - III p. Chr.        |            |                                               | Încărcați imagine | Raportați eroare |
| 33774.01 (Cod LMI: BN-I-s-B-01364)        | Așezarea Coțofeni de la Mărișelu - "Castauți" (Categorie: locuire civilă) (Tip: așezare)                                       | sat Mărișelu, comuna Mărișelu                     | Castauți                    |                              |            |                                               | Încărcați imagine | Raportați eroare |
| 33774.01.01 (Cod LMI: BN-I-s-B-01364)     | Așezarea Coțofeni de la Mărișelu - "Castauți" / ansamblu anonim (Categorie: locuire civilă) (Tip: Așezare)                     | sat Mărișelu, comuna Mărișelu                     | Castauți                    | Coțofeni                     |            |                                               | Încărcați imagine | Raportați eroare |
| 33774.02.01                               | Necropola hallstattiană de la Mărișelu - "Domnești" / ansamblu anonim (Categorie: descoperire funerară) (Tip: Necropolă)       | sat Mărișelu, comuna Mărișelu                     | Domnești                    |                              |            |                                               | Încărcați imagine | Raportați eroare |
| 33774.03.01                               | Necropola romană de la Mărișelu - "Dealul Calului" / ansamblu anonim (Categorie: descoperire funerară) (Tip: Necropolă)        | sat Mărișelu, comuna Mărișelu                     | Dealul Calului              | daco-romană                  |            |                                               | Încărcați imagine | Raportați eroare |
| 33854.01.01 (Cod LMI: BN-I-m-B-01365.03)  | Situl arheologic de la Miceștii de Câmpie - "Grui" / ansamblu anonim (Categorie: locuire civilă) (Tip: Așezare)                | sat Miceștii de Câmpie, comuna Miceștii de Câmpie | Grui                        |                              |            |                                               | Încărcați imagine | Raportați eroare |
| 33854.01.02 (Cod LMI: BN-I-m-B-01365.01)  | Situl arheologic de la Miceștii de Câmpie - "Grui" / ansamblu anonim (Categorie: locuire civilă) (Tip: Așezare)                | sat Miceștii de Câmpie, comuna Miceștii de Câmpie | Grui                        | sec. III - IV                |            |                                               | Încărcați imagine | Raportați eroare |
| 33854.01.03 (Cod LMI: BN-I-m-B-01365.02)  | Situl arheologic de la Miceștii de Câmpie - "Grui" / ansamblu anonim (Categorie: locuire civilă) (Tip: Așezare)                | sat Miceștii de Câmpie, comuna Miceștii de Câmpie | Grui                        | sec. II - III p. Chr.        |            |                                               | Încărcați imagine | Raportați eroare |
| 33854.01.04 (Cod LMI: BN-I-m-B-01365.04)  | Situl arheologic de la Miceștii de Câmpie - "Grui" / ansamblu anonim (Categorie: locuire civilă) (Tip: Așezare)                | sat Miceștii de Câmpie, comuna Miceștii de Câmpie | Grui                        |                              |            |                                               | Încărcați imagine | Raportați eroare |
| 32740.01 (Cod LMI: BN-I-s-B-01366)        | Situl arheologic de la Monariu (Categorie: locuire civilă) (Tip: așezare)                                                      | sat Monariu, comuna Budacu de Jos                 |                             |                              |            |                                               | Încărcați imagine | Raportați eroare |
| 32740.01.01 (Cod LMI: BN-I-m-B-01366.02)  | Situl arheologic de la Monariu / ansamblu anonim (Categorie: locuire civilă) (Tip: Așezare)                                    | sat Monariu, comuna Budacu de Jos                 |                             |                              |            |                                               | Încărcați imagine | Raportați eroare |
| 32740.01.02 (Cod LMI: BN-I-m-B-01366.01)  | Situl arheologic de la Monariu / ansamblu anonim (Categorie: locuire civilă) (Tip: Așezare)                                    | sat Monariu, comuna Budacu de Jos                 |                             |                              |            |                                               | Încărcați imagine | Raportați eroare |
| 32740.02.01                               | Așezarea fortificată Latene de la Monariu - "Cetatea" / ansamblu anonim (Categorie: locuire civilă) (Tip: Așezare fortificată) | sat Monariu, comuna Budacu de Jos                 | Cetatea                     |                              |            |                                               | Încărcați imagine | Raportați eroare |
| 33961.01.01 (Cod LMI: BN-I-m-B-01367.02)  | Situl arheologic de la Monor - "Cetatea" / ansamblu anonim (Categorie: locuire civilă) (Tip: Așezare fortificată)              | sat Monor, comuna Monor                           | Cetatea                     |                              |            |                                               | Încărcați imagine | Raportați eroare |
| 33961.01.02 (Cod LMI: BN-I-m-B-01367.01)  | Situl arheologic de la Monor - "Cetatea" / ansamblu anonim (Categorie: locuire civilă) (Tip: Așezare fortificată)              | sat Monor, comuna Monor                           | Cetatea                     |                              |            |                                               | Încărcați imagine | Raportați eroare |
| 33961.02.01 (Cod LMI: BN-I-s-B-01368)     | Așezarea hallstattiană de la Monor / ansamblu anonim (Categorie: locuire civilă) (Tip: Așezare)                                | sat Monor, comuna Monor                           |                             |                              |            |                                               | Încărcați imagine | Raportați eroare |
| 33961.03.01 (Cod LMI: BN-I-s-B-01369)     | Turn roman de la Monor - "Braniștea" / ansamblu turn roman (Categorie: fortificație) (Tip: Turn)                               | sat Monor, comuna Monor                           | Braniștea                   | romană sec. II - III p. Chr. |            |                                               | Încărcați imagine | Raportați eroare |
| 33630.01                                  | Topoare eneolitice la Maieru (Categorie: descoperire izolată) (Tip: obiect izolat)                                             | sat Maieru, comuna Maieru                         |                             |                              |            |                                               | Încărcați imagine | Raportați eroare |
| 34039.01.01                               | Așezări neo-eneolitice la Mocod- Măzăriște, Purcăreț, Cetate / ansamblu anonim (Categorie: locuire civilă) (Tip: Așezare)      | sat Mocod, comuna Nimigea                         | Măzăriște, Purcăreț, Cetate |                              |            |                                               | Încărcați imagine | Raportați eroare |
| 33140.01                                  | Unelte neo-eneolitice de la Mireș (Categorie: descoperire izolată) (Tip: obiect izolat)                                        | sat Mireș, comuna Chiuza                          |                             |                              |            |                                               | Încărcați imagine | Raportați eroare |
| 33890.01                                  | Topor eneolitic la Milaș - "Creang" (Categorie: descoperire izolată) (Tip: obiect izolat)                                      | sat Milaș, comuna Milaș                           | Creang                      |                              |            |                                               | Încărcați imagine | Raportați eroare |
| 34011.01.01                               | Așezarea eneolitică de la Mintiu- Valea Peterchi / ansamblu anonim (Categorie: locuire civilă) (Tip: Așezare)                  | sat Mintiu, comuna Nimigea                        | Valea Peterchi              |                              |            |                                               | Încărcați imagine | Raportați eroare |
| 35125.01                                  | Topor eneolitic la Mureșenii Bârgăului (Categorie: descoperire izolată) (Tip: obiect izolat)                                   | sat Mureșenii Bârgăului, comuna Tiha Bârgăului    |                             |                              |            |                                               | Încărcați imagine | Raportați eroare |
| 33667.02.01 (Cod LMI: BN-II-m-A-01675.01) | Ansamblul bisericii medievale de la Matei / ansamblu anonim (Categorie: structură de cult/religioasă) (Tip: Biserică)          | sat Matei, comuna Matei                           | 90                          | sec. XV                      |            |                                               | Încărcați imagine | Raportați eroare |
| 33667.02.01 (Cod LMI: BN-II-m-A-01675.01) | Ansamblul bisericii medievale de la Matei / complex anonim (Categorie: structură de cult/religioasă) (Tip: clopotniță)         | sat Matei, comuna Matei                           | 90                          | sec. XVII                    |            |                                               | Încărcați imagine | Raportați eroare |
| 33710.02.01                               | Așezarea din epoca bronzului de la Moruț- Livadă / ansamblu anonim(Laz) (Categorie: locuire) (Tip: Așezare)                    | sat Moruț, comuna Matei                           | Livadă                      |                              | 1970       | 46°57′52″N 24°15′47″E / 46.96444°N 24.26306°E | Încărcați imagine | Raportați eroare |
| 33710.02.02                               | Așezarea din epoca bronzului de la Moruț- Livadă / ansamblu anonim(Laz) (Categorie: locuire) (Tip: Așezare)                    | sat Moruț, comuna Matei                           | Livadă                      |                              | 1970       | 46°57′52″N 24°15′47″E / 46.96444°N 24.26306°E | Încărcați imagine | Raportați eroare |